# A Game Shakers epizódjainak listája
Ez a lista a Game Shakers című amerikai sorozat epizódjainak felsorolását tartalmazza.
A Game Shakers amerikai vígjátéksorozat, amelyet Dan Schneider alkotott. Amerikában 2015. szeptember 12. és 2019. június 8. között futott a Nickelodeonon. Magyarországon 2016. június 6. és 2019. június 21. között futott szintén a Nickelodeonon. A sorozat főszereplői Cree Cicchino, Madisyn Shipman, Benjamin Flores Jr., Thomas Kuc és Kel Mitchell.

## Évados áttekintés
| Évad | Évad | Epizódok | Eredeti premier      | Eredeti premier   | Magyar premier       | Magyar premier    |
| Évad | Évad | Epizódok | Évadpremier          | Évadfinálé        | Évadpremier          | Évadfinálé        |
| ---- | ---- | -------- | -------------------- | ----------------- | -------------------- | ----------------- |
|      | 1    | 20       | 2015. szeptember 12. | 2016. május 21.   | 2016. június 6.      | 2016.november 21. |
|      | 2    | 24       | 2016. szeptember 17. | 2017. november 4. | 2017. május 22.      | 2018. június 3.   |
|      | 3    | 18       | 2018. február 10.    | 2019. június 8.   | 2018. szeptember 17. | 2019. június 21.  |

## 1. évad (2015-2016)
| Sor. | Év. | Cím                                                  | Rendező       | Író                                                           | Premier                                | Nézettség    | Gyártási szám |
| ---- | --- | ---------------------------------------------------- | ------------- | ------------------------------------------------------------- | -------------------------------------- | ------------ | ------------- |
| 1.   | 1.  | Az égi bálna (Sky Whale)                             | Steve Hoefer  | Történet: Dan Schneider Teleplay: Dan Schneider & Jake Farrow | 2015. szeptember 12. 2016. június 6.   | 1. 98 millió | 101           |
| 2.   | 2.  | Az égi bálna 2. rész (Sky Whale Part 2)              | Steve Hoefer  | Történet: Dan Schneider Teleplay: Dan Schneider & Jake Farrow | 2015. szeptember 12. 2016. június 6.   | 1. 98 millió | 102           |
| 3.   | 3.  | Az elveszett dzseki (Lost Jacket, Falling Pigeons)   | Russ Reinsel  | Dan Schneider & Richard Goodman                               | 2015. szeptember 19. 2016. június 8.   | 1. 94 millió | 104           |
| 4.   | 4.  | A malőr (Dirty Blob)                                 | Adam Weissman | Dan Schneider & Sean Gill & Jana Petrosini                    | 2015. szeptember 26. 2016. június 9.   | 1. 80 millió | 105           |
| 5.   | 5.  | A szeszélyes robot (MeGo The Freakish Robot)         | Steve Hoefer  | Dan Schneider & Jake Farrow                                   | 2015. október 3. 2016. június 10.      | 1.44 millió  | 106           |
| 6.   | 6.  | A TV-show (Tiny Pickles)                             | Adam Weissman | Dan Schneider & Jake Farrow                                   | 2015. október 10. 2016. június 7.      | 1. 60 millió | 103           |
| 7.   | 7.  | Halloweeni rémület (Scared Tripless)                 | David Kendall | Dan Schneider & Sean Gill & Jana Petrosini                    | 2015. október 24. 2016. június 14.     | 1. 67 millió | 108           |
| 8.   | 8.  | Égi kaland (Trip Steals The Jet)                     | Russ Reinsel  | Dan Schneider & Richard Goodman                               | 2015. november 7. 2016. június 13.     | 1. 63 millió | 107           |
| 9.   | 9.  | Metro kaland (Lost on the Subway)                    | David Kendall | Dan Schneider & Jake Farrow                                   | 2015. november 14. 2016. június 15.    | 1.31 millió  | 109           |
| 10.  | 10. | Fogadj Nyuszira! (You Bet Your Bunny)                | Steve Hoefer  | Dan Schneider & Richard Goodman                               | 2015. november 21. 2016. június 16.    | 1. 66 millió | 110           |
| 11.  | 11. | Karácsonyi Reggae Potato (A Reggae Potato Christmas) | Steve Hoefer  | Dan Schneider & Sean Gill & Jana Petrosini                    | 2015. november 28. 2016. szeptember 4. | 1. 60 millió | 111           |
| 12.  | 12. | A mérgezett süti (Poison Pie)                        | Russ Reinsel  | Dan Schneider & Richard Goodman                               | 2016. január 9. 2016. június 20.       | 1. 68 millió | 113           |
| 13.  | 13. | Bulirombolók (Party Crashers)                        | Adam Weissman | Dan Schneider & Jake Farrow                                   | 2016. január 16. 2016. június 17.      | 1. 58 millió | 112           |
| 14.  | 14. | A Girl Power díj (The Girl Power Awards)             | Adam Weissman | Dan Schneider & Jake Farrow                                   | 2016. január 23. 2016. november 9.     | 1. 60 millió | 116           |
| 15.  | 15. | Az új kolléga (A Job for Jimbo)                      | Nathan Kress  | Dan Schneider & Sean Gill & Jana Petrosini                    | 2016. január 30. 2016. november 8.     | 1. 80 millió | 115           |
| 16.  | 16. | Cápa robbantás (Shark Explosion)                     | Nathan Kress  | Dan Schneider & Seth Kurland                                  | 2016. február 6. 2016. november 11.    | 1. 54 millió | 118           |
| 17.  | 17. | A játéktolvaj (Nasty Goats)                          | David Kendall | Dan Schneider & Seth Kurland                                  | 2016. február 20. 2016. november 7.    | 1. 68 millió | 114           |
| 18.  | 18. | Babe kamu betegsége (Babe's Fake Disase)             | Steve Hoefer  | Dan Schneider & Sean Gill & Jana Petrosini                    | 2016. február 27. 2016. november 14.   | 1. 44 millió | 119           |
| 19.  | 19. | Dal párbaj (The Diss Track)                          | Steve Hoefer  | Dan Schneider & Richard Goodman                               | 2016. március 5. 2016. november 10.    | 1. 41 millió | 117           |
| 20.  | 20. | Támadás a TechFeszt-en (Revenge @ Tech Fest)         | Mike Caron    | Dan Schneider & Jake Farrow                                   | 2016. május 21. 2016. november 21.     | 1. 73 millió | 120           |

## 2. évad (2016-2017)
| #   | #   | Magyar cím                     | Hivatalos cím               | Írta                                                  | Rendezte      | Hivatalos premier    | Magyar premier     | Gyártási kód |
| --- | --- | ------------------------------ | --------------------------- | ----------------------------------------------------- | ------------- | -------------------- | ------------------ | ------------ |
| 21. | 1.  | Programkód-zavar               | Armed & Coded               | Dan Schneider & Jake Farrow                           | Mike Caron    | 2016. szeptember 17. | 2017. május 22.    | 204          |
| 22. | 2.  | A titkos pálya                 | Secret Level                | Dan Schneider & Richard Goodman                       | Russ Reinsel  | 2016. szeptember 24. | 2016. november 18. | 123          |
| 23. | 3.  | A múmia ujja                   | The Very Old Finger         | Dan Schneider & Jake Farrow                           | David Kendall | 2016. október 1.     | 2016. november 15. | 120          |
| 24. | 4.  | Buck, a varázspatkány          | Buck The Magic Rat          | Dan Schneider & Richard Goodman                       | David Kendall | 2016. október 8.     | 2016. november 16. | 121          |
| 25. | 5.  | Baba para                      | Baby Hater                  | Dan Schneider & Jake Farrow                           | Steve Hoefer  | 2016. november 5.    | 2017. május 23.    | 207          |
| 26. | 6.  | Byte párbaj                    | Byte Club                   | Dan Schneider & Jake Farrow                           | David Kendall | 2016. november 12.   | 2016. november 17. | 122          |
| 27. | 7.  | Babe padja                     | Babe's Bench                | Dan Schneider & Jake Farrow                           | Adam Weissman | 2016. november 19.   | 2017. május 24.    | 201          |
| 28. | 8.  | A Mason-konfliktus             | The Mason Experience        | Dan Schneider & Richard Goodman                       | Mike Caron    | 2017. február 11.    | 2017. május 25.    | 205          |
| 29. | 9.  | Sztárok játéka                 | Bunger Games                | Dan Schneider & Richard Goodman                       | Steve Hoefer  | 2017. február 18.    | 2017. május 26.    | 202          |
| 30. | 10. | Lakodalmi pénz zuhatag         | Wedding Shower of Doom      | Dan Schneider & Sean Gill & Jana Petrosini            | David Kendall | 2017. február 25.    | 2017. május 29.    | 203          |
| 31. | 11. | Popó-maci lézerharc            | Bear Butt Laser Runner      | Dan Schneider & Richard Goodman                       | Nathan Kress  | 2017. március 4.     | 2017. május 30.    | 208          |
| 32. | 12. |                                | Air TnP                     | Dan Schneider & Sean Gill & Jana Petrosini            | Russ Reinsel  | 2017. március 18.    | 2017. június 1.    | 212          |
| 33. | 13. | Spitty Llama                   | Llama Llama Spit Spit       | Dan Schneider & Sean Gill & Jana Petrosini            | Mike Caron    | 2017. március 25.    | 2017. május 31.    | 206          |
| 34. | 14. |                                | Clam Shakers Part 1         | Dan Schneider & Sean Gill & Jana Petrosini            | Steve Hoefer  | 2017. május 6.       | 2018. június 3.    | 219          |
| 35. | 15. |                                | Clam Shakers Part 2         | Dan Schneider & Jake Farrow                           | Adam Weissman | 2017. május 13.      | 2018. június 3.    | 220          |
| 36. | 16. | Röpruha-kaland                 | Wing Suits & Rocket Boots   | Dan Schneider & Sean Gill & Jana Petrosini            | Nathan Kress  | 2017. május 20.      | 2018. június 3.    | 215          |
| 37. | 17. | Carly vs Sam                   | Game Shippers               | Dan Schneider & Richard Goodman                       | Nathan Kress  | 2017. szeptember 9.  | 2018. január 17.   | 211          |
| 38. | 18. | Zacc per kávé                  | The One with the Coffe Shop | Dan Schneider & Sean Gill & Jana Petrosini            | David Kendall | 2017. szeptember 16. | 2018. január 15.   | 209          |
| 39. | 19. | Trip, a trükkös                | The Trip Trap               | Dan Schneider & Danny Warren & Alejandro Bien-Willner | Adam Weissman | 2017. szeptember 29. | 2018. január 23.   | 216          |
| 40. | 20. | Csere-Bere                     | The Switch                  | Dan Schneider & Richard Goodman                       | Steve Hoefer  | 2017. szeptember 30. | 2018. január 24.   | 218          |
| 41. | 21. | Tánc, repülő malac, egyebek... | Dancing Kids, Flying Pigs   | Dan Schneider & Jake Farrow                           | Adam Weissman | 2017. október 7.     | 2018. január 18.   | 213          |
| 42. | 22. | Elásott titkok                 | War and Peach               | Dan Schneider & Richard Goodman                       | Russ Reinsel  | 2017. október 14.    | 2018. január 19.   | 214          |
| 43. | 23. | Kém játszma                    | Spy Games                   | Dan Schneider & Jake Farrow                           | David Kendall | 2017. október 21.    | 2018. január 23.   | 217          |
| 44. | 24. | Babe és a szerelem             | Babe Gets Crushed           | Dan Schneider & Jake Farrow                           | Steve Hoefer  | 2017. november 4.    | 2018. január 16.   | 210          |

## 3. évad (2018-2019)
| #   | #   | Magyar cím             | Eredeti cím                | Írta                                                  | Rendezte        | Eredeti premier   | Magyar premier       | Gyártási kód |
| --- | --- | ---------------------- | -------------------------- | ----------------------------------------------------- | --------------- | ----------------- | -------------------- | ------------ |
| 45. | 1.  | Eleme a veszély        | Babe Loves Danger          | Dan Schneider & Richard Goodman                       | Steve Hoefer    | 2018. február 10. | 2018. szeptember 25. | 308          |
| 46. | 2.  | Beteges aranyláz       | Lumples                    | Dan Schneider & Jake Farrow                           | Adam Weissman   | 2018. február 18. | 2018. szeptember 17. | 301          |
| 47. | 3.  | Táncbajnokság          | Subway Girl                | Dan Schneider & Richard Goodman                       | David Kendall   | 2018. február 25. | 2018. szeptember 18. | 302          |
| 48. | 4.  | Félkarú rabló          | Snackpot!                  | Dan Schneider & Sean Gill & Jana Petrosini            | Adam Weissman   | 2018. március 4.  | 2018. szeptember 19. | 303          |
| 49. | 5.  | Randi rekorder         | Babe & the Boys            | Dan Schneider & Jake Farrow                           | Steve Hoefer    | 2018. március 11. | 2018. szeptember 20. | 304          |
| 50. | 6.  | A szöktetés            | Escape from Utah!          | Dan Schneider & Sean Gill & Jana Petrosini            | Nathan Kress    | 2018. április 1.  | 2018. szeptember 24. | 306          |
| 51. | 7.  | Randa bura             | Super Ugly Head            | Dan Schneider & Richard Goodman                       | Mike Caron      | 2018. április 8.  | 2018. szeptember 21. | 305          |
| 52. | 8.  | Banánköztársaság       | Hot Bananas                | Dan Schneider & Jake Farrow                           | Harry Matheu    | 2019. március 30. | 2019. február 25.    | 307          |
| 53. | 9.  | Zamatváros             | Flavor City                | Dan Schneider & Sean Gill & Jana Petrosini            | Russ Reinsel    | 2019. április 6.  | 2019. június 17.     | 309          |
| 54. | 10. | Agyament gyógymód      | Snoop Therapy              | Dan Schneider & Jake Farrow                           | Steve Hoefer    | 2019. április 13. | 2019. február 26.    | 310          |
| 55. | 11. | Vad vízi vagányok      | Wet Willy's Wild Waterpark | Dan Schneider & Richard Goodman                       | Steve Hoefer    | 2019. április 20. | 2019. február 27.    | 311          |
| 56. | 12. | Bomba jó babaház       | Demolition Dollhouse       | Dan Schneider & Sean Gill & Jana Petrosini            | Adam Weissman   | 2019. április 27. | 2019. február 28.    | 312          |
| 57. | 13. | Fantasztikus falánkság | Hungry Hungry Hypno        | Dan Schneider & Jake Farrow                           | Adam Weissman   | 2019. május 4.    | 2019. március 1.     | 313          |
| 58. | 14. | Vesszen a hírnök       | Breaking Bad News          | Dan Schneider & Richard Goodman                       | Steve Hoefer    | 2019. május 11.   | 2019. június 18.     | 314          |
| 59. | 15. | Búfelejtő buli         | Bug Tussle                 | Dan Schneider & Sean Gill & Jana Petrosini            | David Kendall   | 2019. május 25.   | 2019. június 19.     | 315          |
| 60. | 16. | Végtelen veszedelem    | Why Tonya                  | Dan Schneider & Jake Farrow                           | Mike Caron      | 2019. május 25.   | 2019. június 21.     | 318          |
| 61. | 17. | Bundaháború            | Boy Band Cat Nose          | Dan Schneider & Jake Farrow                           | Peter Filsinger | 2019. június 1.   | 2019. június 20.     | 316          |
| 62. | 18. | A szívtipró            | He's Back                  | Dan Schneider & Danny Warren & Alejandro Bien-Willner | Steve Hoefer    | 2019. június 8.   | 2019. június 21.     | 317          |